# Лужин (проток)
Лужина (Трети Курилски проток) е проток в Тихи океан, отделящ островите Анциферов и Парамушир. Свързва Охотско море и Четвъртия Курилски проток.
Дължината му е около 20 km, минималната ширина е 15 km, а максималната дължина надвишава 700 m. Брегът е стръмен и планински. На източни му бряг е разположен вулканът на Фус.
В протока се вливат реките Фус и Челаура. По източното му крайбрежие има много подводни и надводни скали. След нос Капустин проливът Лужин преминава в Четвъртия Курилски пролив.
Средното ниво на прилива по бреговете на протока е 1 m. По крайбрежието няма населени места. Протокът се намира в акваторията на Сахалинска област.
Протокът е наречен в чест на изследователя на Курилските острови Фьодор Лужин.